# ارنست تیلدن پارکر
ارنست تیلدن پارکر (انگلیسی: E. T. Parker؛ ۱۹۲۶ – 1991) یک دانشمند در زمینه ترکیبیات اهل ایالات متحده آمریکا بود.